# Episodi di Volevo fare la rockstar (seconda stagione)
La seconda stagione della serie televisiva italiana Volevo fare la rockstar, composta da 8 episodi, viene trasmessa in prima visione su Rai 2 ogni mercoledì dal 23 marzo al 13 aprile 2022, con due episodi alla volta per quattro prime serate.
| nº | Titolo                     | Prima TV       |
| -- | -------------------------- | -------------- |
| 1  | Non è tardi                | 23 marzo 2022  |
| 2  | Il bivio                   | 23 marzo 2022  |
| 3  | Tre piccioni con una festa | 30 marzo 2022  |
| 4  | Lezioni di privilegio      | 30 marzo 2022  |
| 5  | Ogni cosa è attorcigliata  | 6 aprile 2022  |
| 6  | Partenze                   | 6 aprile 2022  |
| 7  | L'esatto opposto           | 13 aprile 2022 |
| 8  | Maturità                   | 13 aprile 2022 |

## Non è tardi
- Ascolti: telespettatori 994 000 – share 4,35%[2].

## Il bivio
- Ascolti: telespettatori 824 000 – share 4,46%[2].

## Tre piccioni con una festa
- Ascolti: telespettatori 1 089 000 – share 4,60%[3].

## Lezioni di privilegio
- Ascolti: telespettatori 948 000 – share 5,00%[3].

## Ogni cosa è attorcigliata
- Ascolti: telespettatori 928 000 – share 4,10%[4].

## Partenze
- Ascolti: telespettatori 799 000 – share 4,30%[4].

## L'esatto opposto
- Ascolti: telespettatori 898 000 – share 4,10%[5].

## Maturità
- Ascolti: telespettatori 953 000 – share 5,40%[5].